# Липинский, Александр Иосифович
Александр Иосифович (Осипович) Липинский (26 февраля 1830 — 10 июля 1882) — генерал-майор, герой русско-турецкой войны 1877—1878 годов.

## Биография
Из дворян Могилёвской губернии. Образование получил в 1-м Московском кадетском корпусе, откуда в 1848 году за отличные успехи произведён в прапорщики лейб-гвардии Павловского полка. В составе войск гвардии участвовал в походе 1849 года к западным границам России, однако в делах против венгров не находился. В 1854 и 1855 годах состоял среди войск, назначенных для обороны побережья Балтийского моря ввиду возможной высадки англо-французского десанта.
В чине поручика поступил в Николаевскую академию Генерального штаба и по окончании курса в 1859 году был переведён в Генеральный штаб с производством в штабс-капитаны и командирован в Симбирскую губернию для составления статистического её описания. В 1868 году «Описание Симбирской губернии» было опубликовано в Санкт-Петербурге отдельным двухтомным изданием.
В 1864 году подполковником назначен начальником штаба 36-й пехотной дивизии, а в ноябре 1869 года получил в командование 35-й пехотный Брянский полк, во главе которого в принял участие в начавшейся русско-турецкой войне.
С объявлением войны Брянский полк, находясь в составе 8-го армейского корпуса генерала Радецкого, направился к Дунаю и в ночь с 14 на 15 июня 1877 года во время переправы, занимал остров для прикрытия русской артиллерии. В награду мужества и распорядительности Липинский получил 4 августа золотую саблю с надписью «За храбрость».
Co вступлением в Болгарию ему приказано было двинуться с полком на Тырново, а оттуда к Шипке. После отступления генерала Гурко, за массой раненых потянулась с правофланговой позиции и горсть отступившего бокового отряда. Увидев это, полковник Липинский бросился на шоссе с двадцатью бойцами, остававшимися еще около него в качестве резерва и остановил отступающих.Смешанная толпа брянцев, орловцов и болгарских дружинников, всего около 150 человек, повернула назад и бросилась к оставленным ложементам. К этой горсти примкнули и легкораненые, добровольно прибежавшие с перевязочного пункта.
Возвратившись к круглой батарее в ложементе, для того, чтобы успокоить и ободрить людей, полковник Липинский приказал им прекратить залпы, так как турки, отступив ещё раз, более не лезли на русские позиции, и он вторично объявил напрямик, что отступления ни в каком случае быть не может. Эта горсть солдат окончательно решилась на смерть, и ответила ему громким ободрением и криком «Ура».
В это же время прибыл на Шипку командир 8-го корпуса, генерал-лейтенант Радецкий. Остановившись верстах в двух позади, он сейчас же направил по ущелью к горе, на звук выстрелов, подоспевшие к месту действия три роты 16-го стрелкового батальона. Заметив это, полковник Липинский приказал возобновить огонь залпами по всей линии и предоставил первым двум сотням охотников из стрелковой бригады занять свободные ложементы, то есть те, где все люди были окончательно уже перебиты.
После доставки патронов залповый огонь продолжался около получаса, пока три роты стрелков, направленные Радецким, успели добраться по ущелью до лесной опушки, занятой турками, и там, открыв сильный огонь, двинулись в обхват неприятельского левого фланга. Движение этих рот заставило вскоре совсем прекратить огонь из русских правофланговых ложементов, так как иначе был риск попасть в своих. Надо было сейчас же поддержать натиск этих рот, и потому полковник Липинский приказал 11-й роте Брянского полка, защищавшей передовой ложемент, немедленно двинуться вперёд в атаку. Турки, поражённые таким оборотом дела, начали быстро очищать Лесистую гору.
9 августа он был на позиции у перевала и занял своим полком Северную гору и всю местность до горы св. Николая. 11 августа принял начальствование над правым флангом у горы св. Николая. В бою был контужен, но в пылу битвы не замечал этого. 13 августа генерал Радецкий приказал ему атаковать укрепление на Лесной горе, блистательно им выполнено. За это дело Липинский 22 августа получил орден св. Георгия 4-й степени.
Получив новое назначение начальником штаба 9-го армейского корпуса, он по сдаче полка отправился к месту службы под Плевну, и Высочайшим приказом от 10 сентября 1877 года произведён за отличие в генерал-майоры, с оставлением в Генеральном штабе и в занимаемой должности. Состоя в этой должности, скончался в июле 1882 года.
Его брат Василий (3.11.1835 - 20.12.1902) был генерал-лейтенантом и председателем Главного штаба.